# Duc de Guisa
Duc de Guisa (en francès Duc de Guise) fou un títol de la noblesa francesa creat el 1528 que va pertànyer inicialment a la Casa de Guisa, branca menor de la casa de Lorena. Diversos ducs de Guisa van competir al segle xvi pel tron de França. A principis del segle xviii, la titularitat del ducat de Guisa passà a la casa de Borbó-Condé i a mitjans del segle xix a la casa d'Orleans que reservaren el títol de duc de Guisa per a ús protocol·lari.

escut dels ducs de Guisa

## Història

### Orígens: els comtes de Guisa
Els senyors feudals de Guisa passaren al 1417 a posseir el títol de comte amb Renat d'Anjou, el fill benjamí del rei de Nàpols, Lluís II d'Anjou. Poc després, el títol fou reclamat, entre 1425-1444 per la Casa de Luxemburg, amb el suport del regent Joan de Lancaster, Duc de Bedford, però finalment quedaria retingut al Regne de França en ser cedit, de manera amistosa als Anjou i als seus descendents. El 1520 el títol és incorporat per Claudi de Guisa a la fundada Casa de Guisa com una rama cadet de la Casa de Lorena. El comtat aconseguí el 1528 la distinció de ducat gràcies als serveis prestats al monarca Francesc I de França.

### Disputa pel tron
Al segle xvi, el segon i tercer dels ducs de Guisa, Francesc I d'Angulema i el seu fill Enric I de França foren protagonistes de les Guerres de religió de França, liderant el partit catòlic de la Lliga catòlica i competint amb la Casa de Borbó per la legitimitat del tron de França. El 1594, el quart Duc de Guisa acabà per declarar la fidelitat dels ducs al rei Enric IV. Posteriorment caurien en desgràcia durant l'època del Cardenal Richelieu i el 1675 s'extingí la línia directa masculina.

### Integració a la Casa d'Orleans
En acabar-se la línia masculina, el títol passaria per aliança matrimonial a la casa de Borbó-Condé el 1704 i el segle xix, a la Casa d'Orleans. A partir de llavors el títol només s'utilitza com títol de cortesia.

## Ducs de Guisa

### Casa de Lorena
- 1528-1550 - Claudi de Guisa
- 1550-1563 - Francesc de Guisa
- 1563-1588 - Enric I de Guisa
- 1588-1640 - Carles I de Guisa
- 1640-1664 - Enric II de Guisa
- 1664-1671 - Lluís Josep de Lorena
- 1671-1675 - Francesc Josep de Lorena
- 1675-1688 - Maria de Lorena

### Casa de Borbó-Condé
- 1688-1709 - Enric Juli de Borbó-Condé
- 1709-1710 - Lluís III de Borbó-Condé
- 1710-1740 - Lluís Enric I de Borbó-Condé
- 1740-1818 - Lluís Josep de Borbó-Condé
- 1818-1830 - Lluís Enric II de Borbó-Condé

### Casa d'Orleans
- 1847-1847 - Enric d'Orleans (mort essent infant)
- 1852-1852 - Francesc Pau d'Orleans (mort essent infant)
- 1854-1872 - Francesc d'Orleans
- 1874-1940 - Joan d'Orleans